# دة عباس (إسلام شهر)
دة عباس (بالفارسية: ده عباس) هي قرية تقع في قسم دة عباس الريفي (مقاطعة اسلام شهر) في إيران. يقدر عدد سكانها بـ 958 نسمة بحسب إحصاء 2016.